# Дзингикан
Дзингикан (яп. 神祇官) — исторический департамент по делам земных (祇) и небесных (神) божеств, высший орган правительства японского государства. Выполнял функции совета по делам традиционной религии синто. Принадлежал к важнейшим ведомствам типа кан (官), наряду с дайдзёканом. Был основан в VIII веке кодексом Тайхорё. В XIX веке, в период Мэйдзи, был восстановлен заново. Сегодня не существует.

## Местонахождение
Первоначально дзингикан находился в столице, в пределах дворцовой территории, на юг от ворот Икухомон (яп. 郁芳門 «Благовонные ворота»), которые были самыми южными воротами с восточной стороны дворцовых стен. Населённый пункт, где находилось управление богов, называлось посёлком Дзинги (яп. 神祇町).
Вместе с упадком системы рицурё в XII веке, дзингикан был перенесён в святилище Ёсида (яп. 吉田神社). Там он находился в период Эдо.

## Функции
Дзингикан ведал церемониями почитания богов, организацией праздников мацури, проведением праздников дайдзёсай (церемония по случаю восшествия на престол нового императора) и тамасидзумэ-но мацури («Праздник умиротворения душ»), ворожбой, а также контролировал всех синтоистских священников (яп. 祝部 хафурибэ) страны.
Большинство церемоний и праздников, которые проводили чиновники из дзингикана, были связаны с жизнью императора и его семьи, и соответственно, имели государственное значение. Эти мероприятия отличались от праздников региональной знати или простолюдинов. Глава управления богов дзингихаку (яп. 神祇伯) также совмещал должности старшего или среднего императорского советника дайнагона или тюнагона (中納言) и был приближенным к монарху лицом.

## Должности
В дзингикане работало около 100 чиновников и их слуг. Основные чины, по 1 человеку на должность, представлены ниже:
- Председатель (яп. 伯)[1] — Дзингихаку (яп. 神祇伯);
Японское произношение — канцукаса-но ками;
Китаизированные названия — 大常伯, 大常卿, 大卜令, 祠部尚書, 祠部郎中;
Ранг — Малый 4-й нижний (яп. 従四位下 дзюси-и-гэ);
- Заместители (яп. 副):
Старший заместитель — Дзингидайфуку, дзинги-но тайфу, дзинги-дайбу, (神祇大副);
Японское произношение — канцукаса но оои-сукэ;
Китаизированные названия — 大常少卿, 祠部員外郎;
Ранг — Малый 5-й нижний (従五位下, дзюгои-гэ);
Младший заместитель — Дзингисёфуку, дзинги-но сёфу, дзинги-сё, (神祇少副);
Японское произношение — канцукаса-но сунаи-сукэ;
Китаизированные названия — 大常少卿, 祠部員外郎;
Ранг — Большой 6-й верхний (яп. 正六位上 сёрокуи дзё);
- Помощники (яп. 祐):
Старший помощник — Дзинги-но дайю, дзинги-дайдзё (神祇大祐);
Японское произношение — канцукаса-но оои-мацурикото-хито;
Китаезированные названия — 大常丞, 大卜丞;
Ранг — Малый 6-й верхний (яп. 従六位上 дзюрокуи дзё);
Младший помощник — Дзинги-но сёю, дзинги-сёдзё (神祇少祐);
Японское произношение — канцукаса-но сунаи-мацурикото-хито;
Китаизированные названия — 大常丞, 大卜丞;
Ранг — Малый 6-й нижней (яп. 従六位下 дзюрокуи-гэ);
- Писцы (яп. 史):
Старший писарь (яп. 神祇大史 дзинги дайси);
Японское произношение — ками цукаса-но оои-сокан;
Китаизированные названия — 大常録事, 大常主簿, 大卜令史, 祠部主事, 祠部令史;
Ранг — Большой 8-й нижний (яп. 正八位下 сёхатии-гэ);
Младший писарь (яп. 神祇少史 дзинги сёси);
Японское произношение — ками цукаса-но сунаи-сокан;
Китаизированные названия — 大常録事, 大常主簿, 大卜令史, 祠部主事, 祠部令史;
Ранг — Малый 8-й верхний (яп. 従八位上 дзюхатии дзё);

В средневековье, на протяжении нескольких веков, должность главы управления занимали представители рода Сиракава (яп. 白川家). Несмотря на то, что главы дзингикана были подданными императора, их жреческие функции позволяли им иметь титул принцев (яп. 王 о). Из-за этого род Сиракава иногда называли Сиракава Хакуо (яп. 白川伯王 род принцев Сиракава).

## XIX век
Во время реставрации Мэйдзи в 1868 году Дзингикан был восстановлен как Совет синто. Он выполнял функции совета по делам религии и занимался преподаванием синто и борьбой за отделение буддизма от традиционной японской религии. К Совету были также прикреплены два ведомства, которые занимались миссионерской деятельностью и уходом за Императорскими могилами и мавзолеями.
В 1871 году управление дзингикан было преобразовано в Министерство синто. Однако уже в следующем 1872 году его ликвидировали и вместо него появилось Министерство религий.
После ликвидации Совета синто часть японских националистов настаивала на его восстановлении. По их требованию Совет восстановили в 1940 году как Палату синто (яп. 神祇院) при Министерстве внутренних дел.